# Tönnes Kleberg
Jan Viggo Bertrand Tönnes Kleberg, född 4 september 1904 i Göteborgs domkyrkoförsamling, död 1 september 1984 i Uppsala, var en svensk klassisk språkvetare och bibliotekarie. Han var överbibliotekarie vid Uppsala universitetsbibliotek 1946–1966.

## Biografi
Kleberg tog studentexamen vid Göteborgs högre latinläroverk 1922, skrevs in vid Göteborgs högskola samma år, blev filosofie kandidat 1927, filosofie magister 1928 och filosofie licentiat 1932. Kleberg blev bibliotekarie vid Chalmers 1931 och disputerade 1934 vid Göteborgs högskola på en avhandling i latinsk filologi, Värdshus och värdshusliv i den romerska antiken. Efter disputationen och till 1945 var han docent i latinska språket och litteraturen i Göteborg.
Under tiden som doktorand hade Kleberg blivit amanuens vid Göteborgs stadsbibliotek, där han 1935 blev andre bibliotekarie, och 1943–1945 var förste bibliotekarie. 1945 flyttade han till Uppsala, då han fick tjänst som förste bibliotekarie vid Uppsala universitetsbibliotek. Året därpå utnämndes han till överbibliotekarie, en post han innehade till 1966.
Under sin tid i Göteborg utgav Kleberg en katalog på latin över grekiska och latinska handskrifter vid detta bibliotek, och utkom senare med ett par bibliografier över hur Italien framställdes i den svenska litteraturen samt skrev om svenskar i detta land. Åren 1941–1975 var han ansvarig utgivare för tidskriften Eranos, och 1949–1975 redaktör för Nordisk tidskrift för bok- och biblioteksväsen.  
Kleberg var ledamot av Kungl. Vetenskaps- och Vitterhetssamhället i Göteborg, Kungl. Humanistiska Vetenskapssamfundet i Uppsala, Kungl. Samfundet för utgivande av handskrifter rörande Skandinaviens historia, Kungl. Vetenskapssamhället i Uppsala och Kungl. Vetenskapssocieteten i Uppsala samt tillhörde styrelsen för Svenska Bibliotekariesamfundet.

### Privatliv
Tönnes Kleberg var son till häradsskrivaren John Kleberg och hans hustru Karin, född Andersson. Han gifte sig 5 december 1936 med Valgerda Finsen (1903–1998), dotter till professor Niels Ryberg Finsen och Ingeborg Balslev. Tillsammans fick de två söner, journalisten Olof Kleberg och litteraturvetaren Lars Kleberg. Personhistorikern Johan Kleberg var en tremänning, och företagsledaren Johan Kleberg är en brorsons son.
Kleberg är begravd på Uppsala gamla kyrkogård.